# Zuntata
Zuntata è una house band della Taito Corporation, fondata dal compositore di colonne sonore di videogiochi Hisayoshi Ogura e composta dai musicisti Tamayo Kawamoto, Masahiko Takaki, Norihiro Furukawa, Yasuhisa Watanabe, Shuichiro Nakazawa, Kazuko Umino, Tomohito Takahashi, Munehiro Nakanishi, and Katsuhisa Ishikawa.
Nota per le musiche di The Ninja Warriors come Daddy Mulk, il gruppo ha composto le musiche di altri svariati celebri giochi della casa di sviluppo, quali Bubble Bobble e le serie di Darius e Ray (RayForce, Raystorm e Raycrisis). Stilisticamente, ricordano, a volte, artisti progressive/fusion come Return to Forever od i primi artisti synthpop come Yellow Magic Orchestra
Nel 2006 Tamayo Kawamoto lasciò il gruppo ed andò a formare i Betta Flash assieme alla cantante Cyua, i quali lavorarono insieme alla composizione di un brano per il Premium Box di Ray, intitolato Ray'z - Beyond -. Da allora il gruppo ha continuato la sua attività cambiando numerosi componenti. Nel 2019 vince il Presidential Award per i numerosi successi ottenuti durante la loro lunga carriera.